# Ingo Höricht

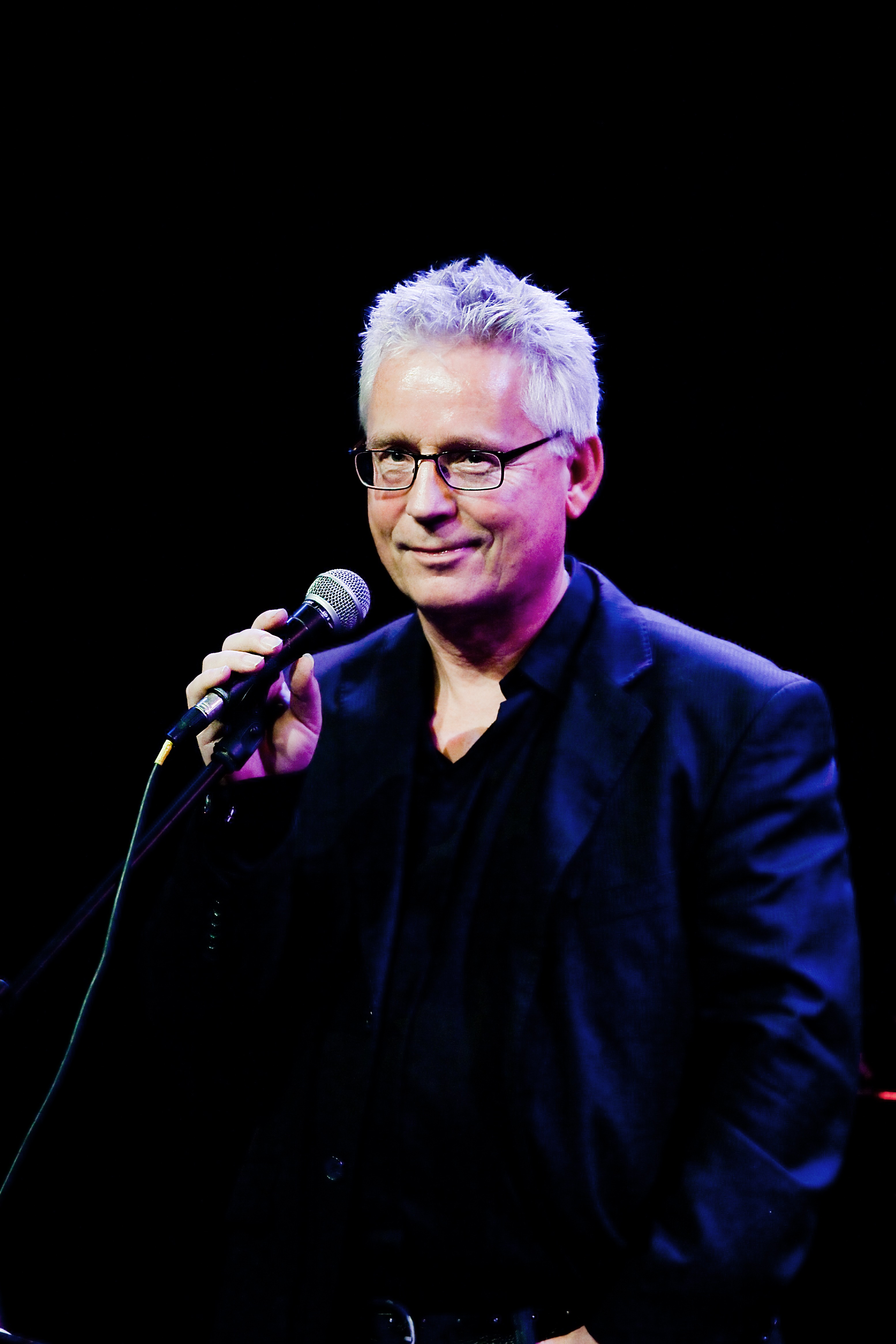
Ingo Höricht (2022)

Ingo Höricht (* 18. August 1955) ist ein deutscher Komponist, Geiger, Ensembleleiter, Produzent und Musikpädagoge.
Er veröffentlichte seine Kompositionen u. a. bei EMI Music Publishing, Niwo-Music/DMG, Wonderland Records und seit 2014 auf dem eigenen Label Cross The Border Productions.

## Werdegang
Höricht spielte schon als Schüler und während seines Violin-Studiums in der Folk-Jazz Formation Kolibri und im Lamberti-Streichquartett. Seit 1970 wirkte er in verschiedenen musikalischen Projekten. Er produzierte und veröffentlichte über 40 Alben mit eigenen Kompositionen in den Genres Chanson, Jazz, Pop, Folk, Filmmusik, Kammermusik und Avantgarde – in unterschiedlichen Besetzungen vom Solostück für Basstuba oder Piccoloflöte bis zum Symphonieorchester. Ein großer Teil seiner Kompositionen sind Songs/Lieder/Chansons, die er für seine festen Ensembles Mellow Melange und Schné Ensemble und für andere Interpreten schrieb. Dabei nehmen die Vertonungen deutsch- und fremdsprachiger Lyrik einen großen Raum ein.
Mit seinen Ensembles Mellow Melange und Schné Ensemble trat Höricht u. a. wiederholt beim Beethoven Festival in Bonn, beim Festival Musikalischer Sommer in Ostfriesland, beim Festival Sommerklang in Gelsenkirchen oder beim Shakespeare Festival in Neuss auf. Einige seiner Kompositionen wurden im öffentlichen Rundfunk und Fernsehen in Deutschland und im Ausland eingesetzt. Einige seiner veröffentlichten Alben wurden mit dem Deutschen Rock & Pop Preis ausgezeichnet.

## Werke
- Überall und nirgends, Streichquartett; (Kammermusik); UA: 12. Dezember 1997, Bremen; V: ADU-Verlag für Neue Musik Aurich, CD - Das Lamberti Quartett spielt Werke von Puccini, Dvorak und Höricht, 1998 bei O.R.P Music; CD - "Überall und nirgends"- Kammermusik für Streicher von Ingo Höricht; 2015 bei CTB Productions.
- Orient-Express-Suite, Komposition für 2 Violinen, Viola, Querflöte, Sopran- und Tenorsaxophon, Kontrabass, Klavier, (Kammermusik); UA: 13. Oktober 2002, Bremen; V: Niwo Music Essen, DMG Titel des Albums: "Across the Border Suite"; 9 Sätze der Suite von Höricht für Streichorchester arrangiert: "Orient-Express-Suite" Nr. 1.
- Das Karussell (Text: R.M. Rilke), Komposition für Gesang, Violine, Querflöte, Akkordeon, Piano, Kontrabass, (Kammermusik); UA: 9. April 2008; V: Niwo Music Essen, DMG CD-Album "Das Karussell", Das CD-Album enthält 11 weitere Lyrikvertonungen mit Texten von R.M. Rilke, B. Brecht, R. Ausländer, E. Fried, R. Huch sowie einen Instrumentaltitel.
- Avignon. Komposition für Klarinette, Cello, Klavier (Kammermusik); UA: 13. Dezember 2002, Verden; V: Niwo Music Essen, DMG Album Titel: "Euridice"; Das Album enthält 6 weitere Instrumentaltitel von I. Höricht, "Avignon" ist inzwischen für zahlreiche Besetzungen eingerichtet. Das Notenmaterial befindet sich im Petrucci archiv.

## Diskografie
- Tsamadou, Kolibri, 1981, Vinyl
- Winterserenade, Kolibri, 1985, Vinyl
- Art Ensemble, Olof Roter, Ingo Höricht, Hans Kumpfert 1994, CD, Selected Sound/EMI.
- Orchestra Instruments Solos, Olof Roter, Ingo Höricht, Axel Fries 1998, CD, Selected Sound/EMI.
- Comin´ Close, Olof Roter, Ingo Höricht, CD
- Das Lamberti Quartett spielt Werke von Puccini, Dvorak und Höricht, 1998, CD
- Mondschatten, Mellow Melange 1998, CD
- C'est ça!, Mellow Melange 2001, CD
- Numéro Zero, Mellow Melange 2003, CD
- Colour My Window, Mellow Melange 2004, CD
- Across the Border, Mellow Melange 2005, CD
- The Answer, Mellow Melange, CD 2006
- Mottenlicht: Eine musikalisch-literarische Gratwanderung, Ingo Höricht, Antje Wagner 2006, CD
- An Luna, Mellow Melange, CD 2008
- Graffiti Musicale, Ingo Höricht, Michael Berger  (DMG) 2008, CD
- Swingo Bar - Swingo Meets Tango, Ingo Höricht, Henrike Krügener, Olof Roter 2010, CD
- Deine Küsse dunkeln, Schné Ensemble 2010
- Das Karussell, Schné Ensemble 2010
- Without Words, Mellow Melange  2010, CD, DMG.
- (M)ein Liebeslied, Schné Ensemble 2011, CD
- Euridice, Ingo Höricht, Bernd Schlott 2012, CD
- Pierrot, Pierrot, Pierrot, Schné Ensemble 2012, CD, DMG.
- Handbag (Little Stories Of Things), Mellow Melange 2012, CD
- Moments Musicaux, Ingo Höricht 2012
- Ventana al verano, Ingo Höricht, Marialy Pacheco, David Jehn 2013, CD, Wonderland Records.
- Goût de sel, Schné Ensemble 2014, DVD+CD
- Moments Animés, Ingo Höricht (CTB Productions) 2014
- (M)ein Liebeslied, Schné Ensemble 2015, CD
- Todavia, Ingo Höricht, Marialy Pacheco (CTB Pr.) 2015, CD, Cross The Border Productions.
- Überall und Nirgends, Ingo Höricht 2015, Cross The Border Productions.
- Nimm mich hin. Dein Will! - Shakespeare Sonette, Mellow Melange 2017, CD, Cross The Border Productions.
- Minor, Ingo Höricht 2018, CD, Cross The Border Productions.
- Steppenwolf, Schné Ensemble 2019, CD, Cross The Border Productions.
- Deep Blue, Ingo Höricht 2020, CD, Cross The Border Productions.
- Dear Mama, Ingo Höricht & Rene Münzer, BMG/4tv, 2021
- Nostalgia, Ingo Höricht & Rene Münzer, BMG/4tv, 2021
- The Olden Days, Ingo Höricht & Rene Münzer, BMG/4tv, 2021
- Orfeo, Ingo Höricht 2022, Cross The Border Productions.

## Einsätze im Hörfunk und Fernsehen
- concertzender Niederlande: De Nacht - Klassiek[3]
- hr2 - Hörbar: Orfeo – Kammermusik von Ingo Höricht & mehr Musik grenzenlos[4]
- rbbKultur - Der Morgen
- rbbKultur - Der Tag[5]
- NDR 2022 - Titelliste[6]
- MDR Klassik[7]
- Radio Swiss Jazz, Schweiz

## Auszeichnungen
- Deutscher Rock & Pop Preis 2010 - Ausgezeichnet als bestes deutschsprachiges CD-Album, Das Karussell, Schné Ensemble.
- Deutscher Rock & Pop Preis 2011 - 3. Preis in der Kategorie "Bestes Instrumentalalbum des Jahres", Without Words, Mellow Melange.
- Deutscher Rock & Pop Preis 2011 - 3. Preis in der Kategorie 'Bestes deutschsprachiges CD-Album des Jahres', (M)ein Liebeslied, Schné Ensemble.
- Deutscher Rock & Pop Preis 2012 - Ausgezeichnet als bestes fremdsprachiges CD-Album und beste Studioaufnahme des Jahres, Pierrot, Pierrot, Pierrot, Schné Ensemble.
- Deutscher Rock und Pop Preis 2012 - 2. Preis in der Kategorie "Bestes Instrumental-Album des Jahres", Moments Musicaux, Ingo Höricht.
- Deutscher Rock & Pop Preis 2017 - 1. Preis in der Kategorie "Bestes englischsprachiges CD-Album des Jahres": Nimm mich hin, Dein Will, Mellow Melange.
- Deutscher Rock & Pop Preis 2019 - 2. Preis in der Kategorie 'Bestes deutschsprachiges CD-Album des Jahres', Steppenwolf, Schné Ensemble.